# Фонтана Роза (Фрозиноне)
Фонтана Роза је насеље у Италији у округу Фрозиноне, региону Лацио.
Према процени из 2011. у насељу је живело 131 становника. Насеље се налази на надморској висини од 52 м.